# Sit Down, You're Rocking the Boat
Sit Down, You're Rocking the Boat is de derde aflevering van het tweede seizoen van de televisieserie 90210, die voor het eerst werd uitgezonden op 22 september 2009. In de Verenigde Staten werd de aflevering bij de première bekeken door 2.200.000 mensen.

## Verhaal
Teddy probeert zijn nieuwe klasgenoten beter te leren kennen door hen uit te nodigen voor een dagje op zijn vaders jacht. Hier probeert Annie te bewijzen dat Naomi degene is die haar naaktfoto heeft verspreid. Naomi ontkent dat ze er iets mee te maken heeft, totdat Annie Mark zover krijgt om toe te geven aan onder andere Silver dat Naomi de foto van zijn mobiel heeft gehaald. Silver is niet alleen kwaad op Naomi, maar vindt ook dat Annie te ver gaat met haar wraakplannen tegen Naomi. Naomi is teleurgesteld dat ze in Silver een vriendin heeft verloren en verklaart Annie de oorlog.
Annie realiseert zich dat ze die strijd nooit kan winnen en haalt Liam over om Naomi eens en voor altijd de complete waarheid te vertellen. Echter, eenmaal bij Naomi wordt Annie's lust op wraak te groot en beweert ze dat ze al maandenlang een affaire had met Liam, tijdens zijn relatie met Naomi. Naomi stort volledig in en Silver, die hier getuige van is, besluit haar steun te bieden. Ondertussen probeert Navid een einde te maken aan zijn jaloezie. Hij probeert Teddy het voordeel van de twijfel te geven, maar hij geeft toe aan hem dat ze waarschijnlijk nooit met elkaar zullen opschieten.
In huize Wilson ontstaan spanningen tussen Harry en Debbie. Harry vindt dat Debbie te mild heeft gereageerd op Annie's naaktfoto's, terwijl zij haar dochter enkel steun wil bieden. Kelly overtuigt Harry ervan dat Annie door de vernederingen op school waarschijnlijk al genoeg straf heeft gehad. Debbie is teleurgesteld dat Harry wel naar Kelly, en niet naar haar wil luisteren. Ondertussen heeft Dixon een oudere vrouw ontmoet voor wie hij als een blok valt, Sasha. Als hij ontdekt dat zij al afgestudeerd is aan de universiteit, doet hij zich voor als een oudere man. Op de jacht heeft Silver kans om Sasha de waarheid vertellen en zodoende een eind te maken aan haar relatie met Dixon, maar ze besluit haar hoofd hoog te houden.
Aan het einde van de aflevering is Liam de ruzie tussen Annie en Naomi meer dan zat. Hij is het zat dat er constant over hem wordt gelegen en begint aan een duister project in zijn garage.

## Rolverdeling

### Hoofdrollen
- Rob Estes - Harry Wilson
- Shenae Grimes - Annie Wilson
- Tristan Wilds - Dixon Wilson
- AnnaLynne McCord - Naomi Clark
- Jessica Stroup - Erin Silver
- Michael Steger - Navid Shirazi
- Jessica Lowndes - Adrianna Tate-Duncan
- Matt Lanter - Liam Court
- Lori Loughlin - Debbie Wilson

### Gastrollen
- Jennie Garth - Kelly Taylor
- Trevor Donovan - Teddy Montgomery
- Blake Hood - Mark Driscoll
- Mekia Cox - Sasha

## Productie
Sit Down, You're Rocking the Boat is de eerste aflevering waar Mekia Cox in verschijnt. Ze speelt de liefdesinteresse van Tristan Wilds' personage. Wilds liet in een interview uit mei 2010 weten dat hij Cox' verhaallijn 'creatief' vond.